# Trichanthodium
Trichanthodium là một chi thực vật có hoa trong họ Cúc (Asteraceae).

## Loài
Chi Trichanthodium gồm các loài: